# Roy Hardgrave

a Compétitions nationales et continentales officielles uniquement.

b Matchs officiels uniquement.
Roy Hardgrave, né le 28 juillet 1906 à New Plymouth et mort en février 1982 en Nouvelle-Zélande, est un joueur de rugby à XIII international néo-zélandais et dans la sélection des Autres Nationalités évoluant au poste de Centre ou d'ailier dans les années 1920 et 1930.
Albert Falwasser
Issu d'une famille de treizistes, son père, Arthur, est international néo-zélandais, c'est naturellement que Roy Hardgrave pratique ce sport. Il joue pour le club de Newton Rangers dont il prend le capitanat et compte trois sélections avec la Nouvelle-Zélande. Il reçoit une offre du club anglais de St Helens et décide d'y répondre positif rejoignant ainsi l'hémisphère nord à l'instar d'Albert Falwasser. Son passage à St Helens est marqué par un titre de Championnat d'Angleterre en 1932 et des sélections avec les Autres Nationalités regroupant les meilleurs joueurs non britanniques du Championnat d'Angleterre. Il rejoint ensuite York toujours en Angleterre et fait des piges dans des clubs sur des contrats courts tel Toulouse olympique XIII durant quatre mois au premier semestre 1938. Il retourne en Nouvelle-Zélande avant la guerre à Mount Albert. Durant la guerre, il entraîne son club d'origine : Newton Rangers.

## Palmarès
- Collectif : 
  - Vainqueur du Championnat d'Angleterre : 1932 (St Helens).
  - Finaliste de la Challenge Cup : 1930 (St Helens).